# Christian Friedrich Rautenberg
Christian Friedrich Rautenberg (* 28. Oktober 1906 in Hamburg; † 1. Juni 1979 ebenda) war ein deutscher Maler und Zeichner.

## Leben
Christian Rautenberg war das dritte von vier Kindern aus der Ehe des Hamburger Staatsrats und Senatssyndicus Ernst Otto Rautenberg (1876–1961) mit Ehefrau Charlotte Adolphine Rautenberg, geborene Voigt (1876–1967). Sein ältester Bruder Heinz Otto (1904–1994) war Historiker an der Schleswig-Holsteinischen Landesbibliothek und seine jüngste Schwester Hulda Rautenberg (1913–2002) war Lehrerin, Künstlerin und Autorin in Südwestafrika. Sein Großvater Ernst Theodor Rautenberg (1842–1913) war Gymnasialprofessor und Schulleiter, leitete von 1880 bis 1890 die staatliche Sammlung vorgeschichtlicher Altertümer in Hamburg und war ab 1890 Mitglied der Kommission des Museums für Völkerkunde.
1925 bis 1927 absolvierte Rautenberg eine Tischlerlehre, die er mit der Gesellenprüfung abschloss. Von 1927 bis 1932 studierte Christian Rautenberg zusammen mit seinem Bergedorfer Künstlerfreund Frithjof Matthiessen an der Kunstakademie Kassel bei Georg Burmester und anschließend an der Preußischen Akademie der Künste in Berlin. Hauptberuflich war er ab 1932 bis zu seiner Pensionierung im Jahr 1968 Zeichenlehrer an einem Gymnasium in Hamburg-Bergedorf und lebte in Wentorf bei Hamburg.
Rautenberg war Mitglied im Hamburger Kunstverein. Zu Beginn seines Schaffens wendet er sich besonders der Neuen Sachlichkeit zu. Seine gegenständliche Auffassung der Welt fand besonderen Ausdruck in dem geschärften Blick für im Schwinden begriffenes Handwerk und ländliches Kulturleben. Neben stimmungsvollen Schilderungen von Fischern inmitten ihrer Boote und Netze finden sich Motive von Zimmerleuten auf dem Bau, von Zirkusleben und Jahrmärkten. Karussellpferde und Zigeunerwagen waren seine Motive bis hin zu Ernteszenen, Landarbeit und der ländlichen Hausschlachtung mit den zugehörigen Verrichtungen.
Ländliche Szenen, immer wieder Fachwerk- und Strohdachgehöfte, Pferde, Kühe, Ackerwagen werden lebendig, licht und einfühlsam dargestellt. Während der Kriegszeit entstanden eher düstere Werke in den deutschen Ostgebieten. Die bereits in den späten 1930er Jahren bemerkbare Hinwendung zur Landschaftsmalerei, in der er sichtliche Könnerschaft erreichte, führte Rautenberg durch die Landschaft Schleswig-Holsteins und Niedersachsens. Die Elbe und angrenzende Landschaften zogen sich wie ein Band durch sein Werkschaffen.
Rautenberg stellte in Berlin und in Hamburg aus. Zwei seiner Radierungen befinden sich in der Landesgeschichtlichen Sammlung der Schleswig-Holsteinischen Landesbibliothek.

## Ausstellungen (Auswahl)
Gruppenausstellungen:
- 1933: Fritz Duigkuhn, Christian Rautenberg, Eberhard Rüter – Karikaturen des 18. & 19. Jahrhunderts, Kunstverein in Hamburg
- 1938: Hamburger Künstler, Kunstverein in Hamburg, Kunsthalle Hamburg
- 1939: Der Hamburger Hafen, Kunstverein in Hamburg, Hamburg
- 1939: Deutsche Malerei und Plastik der Gegenwart, Kunstverein in Hamburg
- 1941: Herbstausstellung Hamburger Künstler, Kunstverein in Hamburg
- 1977: Paul A. Weber, Frithjof Matthiesen und Christian Rautenberg, Wentdorf, Kirche

Postum:
- 1980: Wohltorf
- 1981: Hamburg
- 1981: Reinbek
- 1982: Erika Kerstein, Frithjof Matthiessen, Christian Rautenberg. Drei schleswig-holsteinische Kunsterzieher aus der Jugendbewegung, Sonderausstellung der Schleswig-Holsteinischen Landesbibliothek, Schauenburgerhalle, Kieler Schloss[6]
- 1983: Hamburg-Bergedorf
- 1986: Lauenburg
- 1986: Schloss Reinbek
- 2017: Your Critics Are Here, Gruppenausstellung im Kreuzberg Pavillon, Berlin[12]